# Андріанівське водосховище
Андріанівське водосховище — водосховище, що розташоване у селі Андріянів Городоцького району Львівської області.
Водосховище побудоване в 1927 році. Його води впадають у річку Верещиця (басейн Дністра). Реконструйоване в 1963 році. Андріанівське водосховище використовується для риборозведення. Тип водосховища — наливне, заплавне. Вид регулювання стоку — сезонне. Середня глибина: 1,3 м, максимальна — 2,8 м. Довжина — 1,9 км, найбільша ширина — 0,9 км. Об'єм води: повний — 1,42 млн.м3, корисний — 1,35 млн.м3. Площа водного дзеркала: 1,04 км2.